# Athos Pampa
Athos Pampa  (o Atos Pampa) es una localidad del departamento Calamuchita, provincia de Córdoba, Argentina. 
Su nombre significa pampa de zorro; es una localidad muy antigua con una población dispersa, ubicada en el camino a las Sierras Grandes, en el Valle de Calamuchita. 
Desde Villa General Belgrano se llega a Athos Pampa por el camino del Cristo Grande. También se accede por el camino a Los Reartes, por el paraje denominado "El Crucero Los Reartes". Se encuentra a 20 km de Villa General Belgrano, sobre uno de los caminos que van desde ésta hasta La Cumbrecita. 
Es una pampa de altura, aprovechable para cultivos entre los ríos Los Reartes y San Miguel.
Sus condiciones climáticas y geográficas han permitido el desarrollo del cultivo de lavanda, con pequeños y medianos productores y destiladores de aceite esencial.

En Athos Pampa hay una escuela y una parroquia que sirven de generadores de movimientos sociales y emprendimientos comunes para sus pobladores. Hace muy poco tiempo que ha llegado la luz eléctrica; no posee otros servicios. 

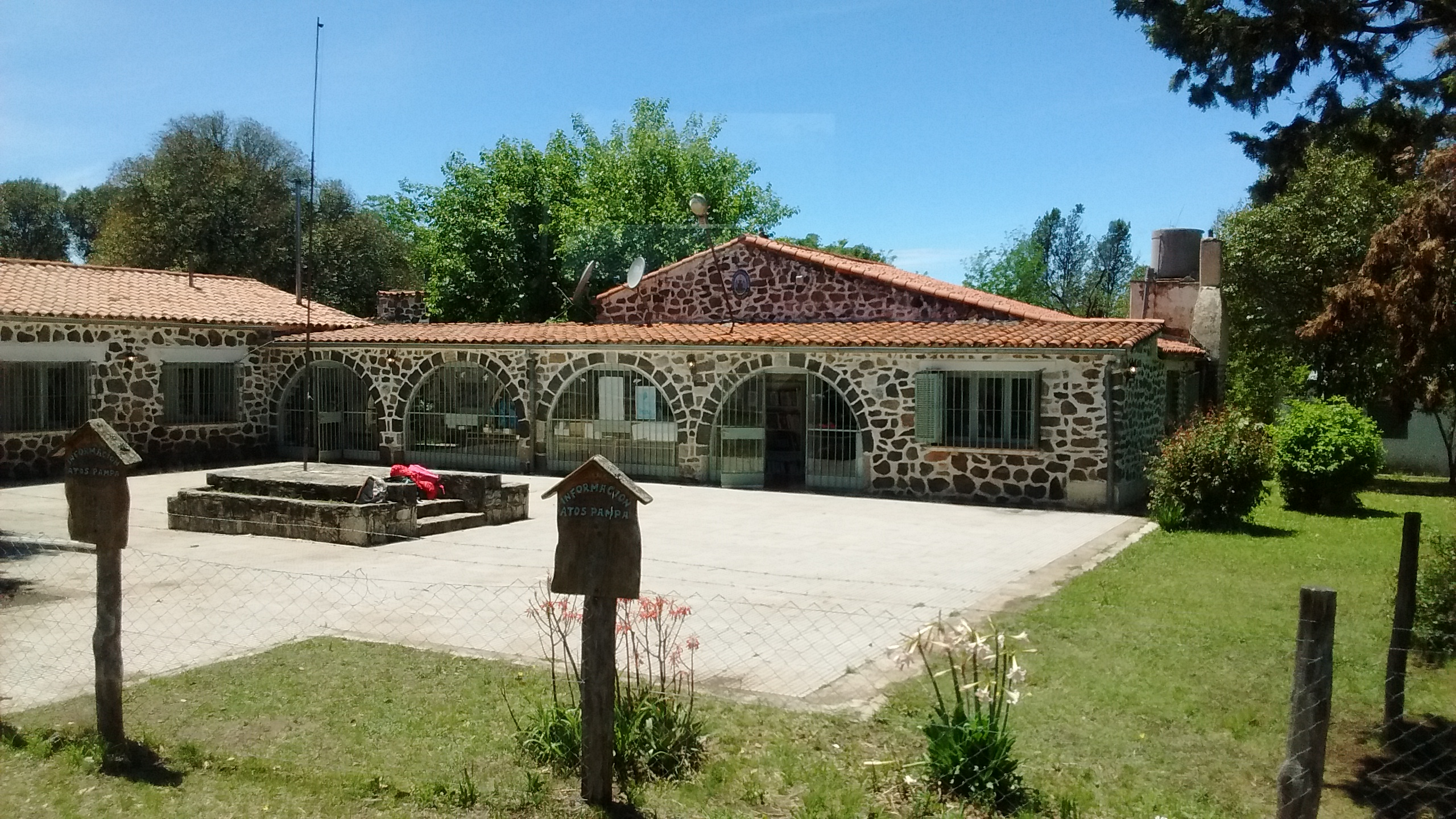
Escuela Manuel Belgrano de Atos Pampa

## Sismicidad
La sismicidad de la región de Córdoba es frecuente y de intensidad baja, y un silencio sísmico de terremotos medios a graves cada 30 años en áreas aleatorias. Sus últimas expresiones se produjeron:
- 22 de septiembre de 1908 (116 años), a las 17.00 UTC-3, con 6,5 Richter, escala de Mercalli VII; ubicación 30°30′0″S 64°30′0″O / -30.50000, -64.50000; profundidad: 100 km; produjo daños en Deán Funes, Cruz del Eje y Soto, provincia de Córdoba, y en el sur de las provincias de Santiago del Estero, La Rioja y Catamarca[2]

- 16 de enero de 1947 (78 años), a las 2.37 UTC-3, con una magnitud aproximadamente de 5,5 en la escala de Richter[1]

- 28 de marzo de 1955 (69 años), a las 6.20 UTC-3 con 6,9 Richter: además de la gravedad física del fenómeno se unió el desconocimiento absoluto de la población a estos eventos recurrentes (terremoto de Villa Giardino de 1955)

- 7 de septiembre de 2004 (20 años), a las 8.53 UTC-3 con 4,1 Richter

- 25 de diciembre de 2009 (15 años), a las 21.42 UTC-3 con 4,0 Richter